# Berounský kraj
Berounský kraj byl jeden z historických krajů v Českém království.

## Historie

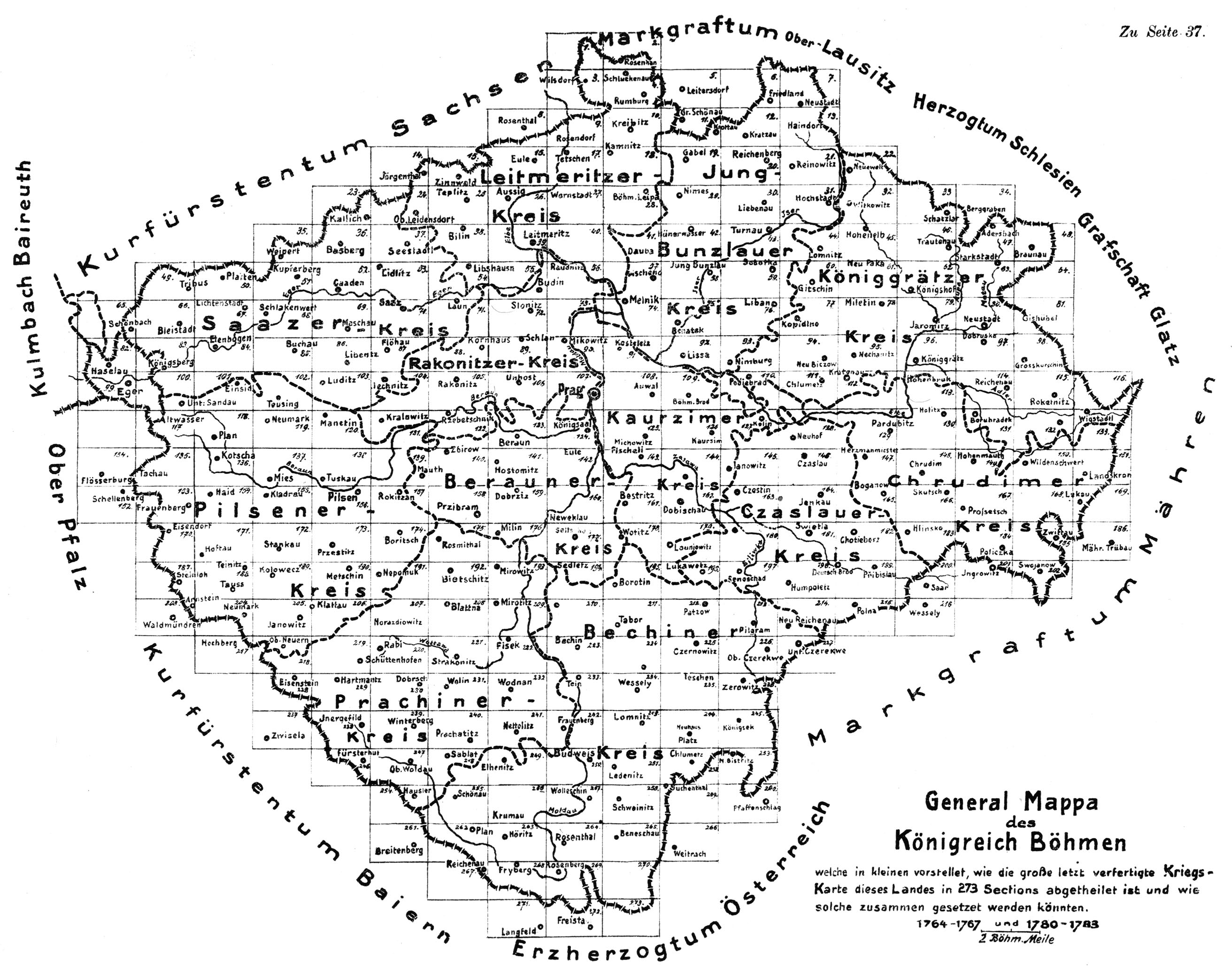
Krajské rozdělení Čech za panování císaře Josefa II.

Berounský kraj vznikl v roce 1714 sloučením dosavadního Podbrdského kraje a Vltavského kraje z důvodu vyrovnání velikosti všech českých krajů. Jeho sídlem se stalo město Beroun, do té doby krajské město Podbrdského kraje. 
Už v roce 1751 však byla krajská správa stejně jako v případě Kouřimského a Rakovnického kraje přenesena do Prahy (ostatní kraje si svá krajská města zachovala). Nakrátko se do Berouna vrátila v letech 1788 až 1792, pak byla ale opět krajským městem Praha.
Berounský kraj zanikl v roce 1849, když byly dosavadní kraje nahrazeny správou státní (zeměpanskou), a Beroun tak již byl jen sídlem okresu.